# Протасьев, Фёдор Иванович
Фёдор Иванович Протасьев (Протасов) (ум. 1725) — соратник Петра I. 
Стольник (1686—1692).
Товарищ воеводы Смоленска (1700).
Был определён резидентом при гетмане И. И. Скоропадском (1711—1722).
Состоял при А. И. Румянцеве при расследовании дела П. Л. Полуботка (1723—1724).
Владел поместьем в Шацком уезде.